# 쉬자너 스휠팅
쉬자너 스휠팅(네덜란드어: Suzanne Schulting, 네덜란드어 발음: [syˈzɑnə ˈsxʏltɪŋ], 1997년 9월 25일~)은 네덜란드의 쇼트트랙 선수, 스피드스케이팅 선수이다. 2018년 동계 올림픽 쇼트트랙 여자 1000m 종목에서 금메달을 차지하였다. 또한 ISU 쇼트트랙 월드컵에서 3회 우승, 세계 쇼트트랙 선수권 대회 2회 우승, 유럽 쇼트트랙 선수권 대회 3회 우승을 달성했다.

## 생애
쉬자너 스휠팅은 8살 때 네덜란드 헤이렌베인 티알프에서 쇼트트랙을 시작했다. 2016년 불가리아 소피아에서 열린 세계주니어선수권대회 1500m 종목에서 우승을 차지하였으며 NTI 라이덴에서 학업을 이어가고 있다.
2018년 동계 올림픽에 네덜란드 국가대표로 처음 출전하였으며, 여자 3000m 계주 경기에서 결승전A 진출에는 실패하였으나 결승전B에서 세계 신기록을 세우는 데 한몫하면서 1위로 올라섰고, 이후 결승전A에서 캐나다와 중국이 경기 중의 부정행위로 동시 실격함에 따라 동메달을 수여받았다. 이후 2018년 동계 올림픽 쇼트트랙 여자 1000m에 출전해 사상 처음으로 올림픽 금메달을 획득하였다.